# Фолья
Фо́лья (итал. Foglia) — река в центральной Италии. Длина 90 км.

## Описание
Исток реки находится в небольшой котловине на высоте 470 метров над уровнем моря в Тоскано-Эмилианских Апеннинах, область Тоскана, вблизи коммуны Сестино. Котловина образована горами Сассо-ди-Симоне (высота 1204 метра), Монте-делла-Скура (1049 метров) и Подджо-делле-Кампане (1036 метров), а также перевала Пассо-делла-Спунья (757 метров), со склонов которых стекают небольшие ручейки, образующие вышеназванную котловину.
В верхнем течении — горная река, текущая в узком ущелье. В среднем течении, которое начинается после места впадения в Фолью ручья Апса-ди-Мачерата-Фельтрия на высоте 210 метров над уровнем моря, начинается среднее течение, где долина уже более широкая, а течение более спокойное. В нижнем течении, которое начинается после впадения ручья Апса-ди-Урбино на высоте 40 метров над уровнем моря, река характеризуется как преимущественно равнинная. Впадает в Адриатическое море к северу от города Пезаро; вблизи устья заключена в канал между двумя молами и представляет собой часть городского порта. На крайней точке одного из молов имеется маяк. 
Исток реки находится на территории провинци Ареццо (область Тоскана), бо́льшая часть её течения приходится на провинцию Пезаро-э-Урбино (область Марке).
Длина реки — 90 км, площадь бассейна — 657 км2, средний расход воды — 8 м3/сек. Питание преимущественно дождевое.

## Притоки
Притоков немного, основными являются:

### Левые
- Мутино
- Апса-ди-Мачерата-Фельтрия

### Правые
- Апса-ди-Сан-Донато
- Апса-ди-Урбино